# My Heart Goes Boom (La Di Da Da)
My Heart Goes Boom (La Di Da Da), conosciuto anche come My Heart Goes Boom, è un singolo del gruppo musicale franco-tedesco French Affair, pubblicato il 10 Gennaio 2000 come primo estratto dal primo album in studio Desire.

## Descrizione
Il brano è stato scritto e prodotto dai componenti del gruppo.

## Successo commerciale
Il singolo riscosse successo in tutta Europa, diventando uno dei tormentoni estivi del 2000.

## Tracce
CD-Maxi (RCA 74321 71057 2 / EAN 0743217105723)
1. My Heart Goes Boom (La Di Da Da) (Radio Version) – 3:39
2. My Heart Goes Boom (La Di Da Da) (X-Tended Club Version) – 5:39
3. My Heart Goes Boom (La Di Da Da) (K's House RMX) – 7:02

## Classifiche
| Classifica (2000) | Posizione raggiunta |
| ----------------- | ------------------- |
| Austria           | 1                   |
| Belgio (Vallonia) | 17                  |
| Francia           | 4                   |
| Irlanda           | 13                  |
| Italia            | 4                   |
| Nuova Zelanda     | 47                  |
| Paesi Bassi       | 37                  |
| Regno Unito       | 47                  |
| Spagna            | 9                   |
| Svezia            | 35                  |
| Svizzera          | 3                   |